# Galanthus platyphyllus
Galanthus platyphyllus är en amaryllisväxtart som beskrevs av Hamilton Paul Traub och Harold Norman Moldenke. Galanthus platyphyllus ingår i släktet snödroppar, och familjen amaryllisväxter. Inga underarter finns listade i Catalogue of Life.